# Sainte-Gemme-Moronval
Sainte-Gemme-Moronval ist eine französische Gemeinde mit 1.158 Einwohnern (Stand: 1. Januar 2022) im Département Eure-et-Loir in der Region Centre-Val de Loire; sie gehört zum Arrondissement Dreux und zum Kanton Dreux-2.

## Geographie
Sainte-Gemme-Moronval liegt etwa 33 Kilometer nordnordwestlich von Chartres und etwa 71 Kilometer westsüdwestlich von Paris am Fluss Eure. Umgeben wird Sainte-Gemme-Moronval von den Nachbargemeinden Cherisy im Norden, Germainville im Nordosten, Mézières-en-Drouais im Osten und Südosten, Luray im Süden sowie Dreux im Westen.

## Bevölkerungsentwicklung
| 1962 | 1968 | 1975 | 1982 | 1990 | 1999 | 2006 | 2018 |
| ---- | ---- | ---- | ---- | ---- | ---- | ---- | ---- |
| 265  | 246  | 365  | 395  | 613  | 691  | 830  | 1092 |

Quellen: Cassini und INSEE

## Sehenswürdigkeiten

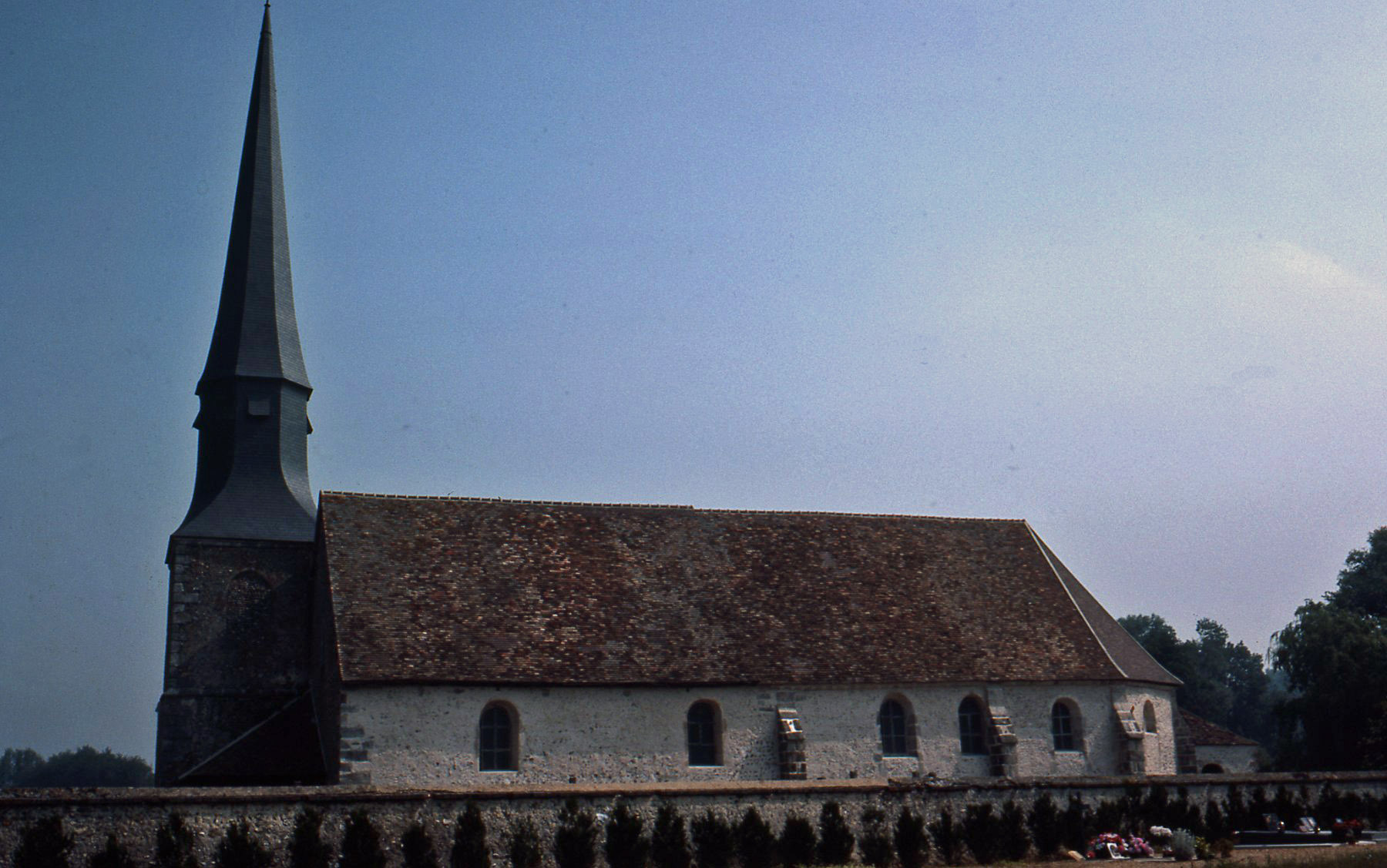
Kirche Saint-Symphorien

- Kirche Saint-Symphorien